# 年見悟
年見 悟（としみ さとる）は日本の小説家、ライトノベル作家。
富士見書房主催の第12回ファンタジア長編小説大賞で、『アンジュ・ガルディアン』が佳作受賞。大幅な書き直しの末、2001年5月に出版された。

## 作品リスト
- 『アンジュ・ガルディアン 〜復讐のパリ』(イラスト:椋本夏夜／富士見ファンタジア文庫)
- 『アンジュ・ガルディアン2 〜惨劇の聖夜』
- 『カフェ<白銀館>物語 一 危険な魅惑のアロマ』(イラスト:早真さとる／富士見ミステリー文庫)